# قفس عقاب‌ها
قفس عقابها یک داستان ترسناک نوشتهٔ جیمز فالت در سال ۱۹۸۹ است. وقایع این داستان در سال ۱۹۴۱ در انگلستان رخ داده است. جایی که بعضی از تواناترین مأموران آلمانی که توسط انگلستان دستگیر شده بودند نگهداری می‌شدند.